# Lapinlahti
Lapinlahti (szw. Lapinlax) – gmina w Finlandii, położona w centralnej części kraju, należąca do regionu Pohjois-Savo.